# Semiothisa impicta
Semiothisa impicta là một loài bướm đêm trong họ Geometridae.